# Nihoa vanuatu
Nihoa vanuatu là một loài nhện trong họ Barychelidae. Loài này phân bố ờ Vanuatu.